# Monument de la Pierre d'Haudroy
Le monument de la Pierre d'Haudroy est un monument situé à La Flamengrie, (Aisne), en France.

## Localisation
Le monument est situé sur la commune de La Flamengrie, dans le département de l'Aisne, au bord de la D 285, route reliant Wignehies à La Capelle, et à mi-chemin entre La Capelle et Haudroy.

## Historique

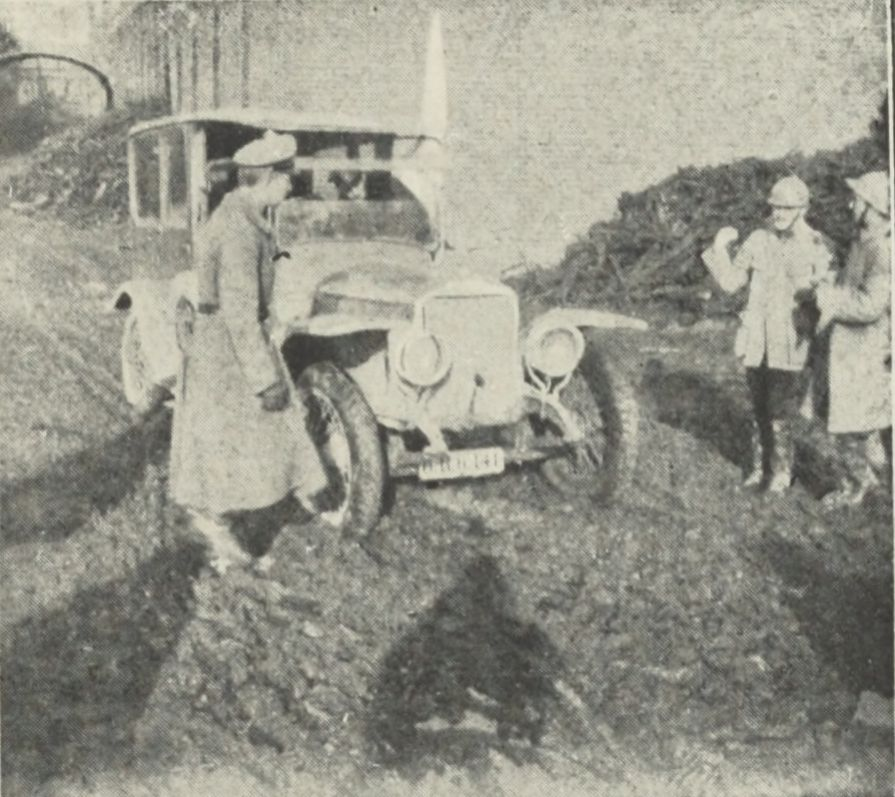
La voiture de la délégation allemande bloquée à Haudroy par un cratère d'explosion.

Ce monument marque l’un des événements les plus marquants de la Première Guerre mondiale : c'est l'endroit où arrivèrent, le 7 novembre 1918 à 20 heures et 20 minutes, les quatre voitures transportant les plénipotentiaires allemands chargés de négocier l'armistice. C'est le capitaine Lhuillier, qui commandait alors le 1er Bataillon du 171e régiment d'infanterie qui eut l'honneur de recevoir les premiers plénipotentiaires allemands. C'est lui qui demanda au Caporal-clairon Pierre Sellier de sonner le « cessez-le-feu », suivi du « garde à vous », marquant ainsi le début des négociations et la fin des hostilités. 
Depuis cette date, jusqu'à sa mort en 1948, le clairon Pierre Sellier sonna sur place chaque année le « cessez-le-feu » en commémoration.
Détruit par les Allemands le 14 août 1940, il fut reconstruit sous les auspices d'un comité, présidé depuis 1946 par le colonel G. Hestre avec le concours de M. P. Schneiter, secrétaire d'État. Conçu par l'architecte Louis Rey, le nouveau monument fut inauguré le 14 novembre 1948. 
Il est inscrit au titre des Monuments historiques depuis 1997.

## Description
Le monument, en granit des Vosges, élevé à cet emplacement, a été inauguré le 5 novembre 1925. On peut y lire cette inscription : 

« 1918 - 7 novembre - 20 heures 20 - Ici triompha la ténacité du poilu. »

On peut également lire sur des plaques : 

« Ce monument a été érigé par souscription publique à l'initiative de l'UNC et du comité d'AC 1914-18 de la Pierre d'Haudroy présidé par A. Daublain, inauguré le 8 novembre 1925. En cet endroit, le clairon Sellier sonna le cessez-le-feu. »

La pierre centrale utilisée pour reconstruire le monument a été rapportée par Ernest Gernez du chantier du Ravensbrück en Allemagne.